# هله تورنینگ-اشمیت
هله تورنینگ اشمیت (به دانمارکی: Helle Thorning-Schmidt) (زادهٔ ۱۴ دسامبر ۱۹۶۶) یک سیاستمدار زن اهل دانمارک است که رهبری حزب سوسیال دموکرات این کشور را برعهده داشت. او اولین زنی است که در تاریخ این کشور به مقام نخست‌وزیری می‌رسد.
وی در انتخابات پیشین پارلمان دانمارک، از رقیبش لارس لوک راسموسن شکست خورد و از رهبری حزب سوسیال دموکرات دانمارک استعفا داد.

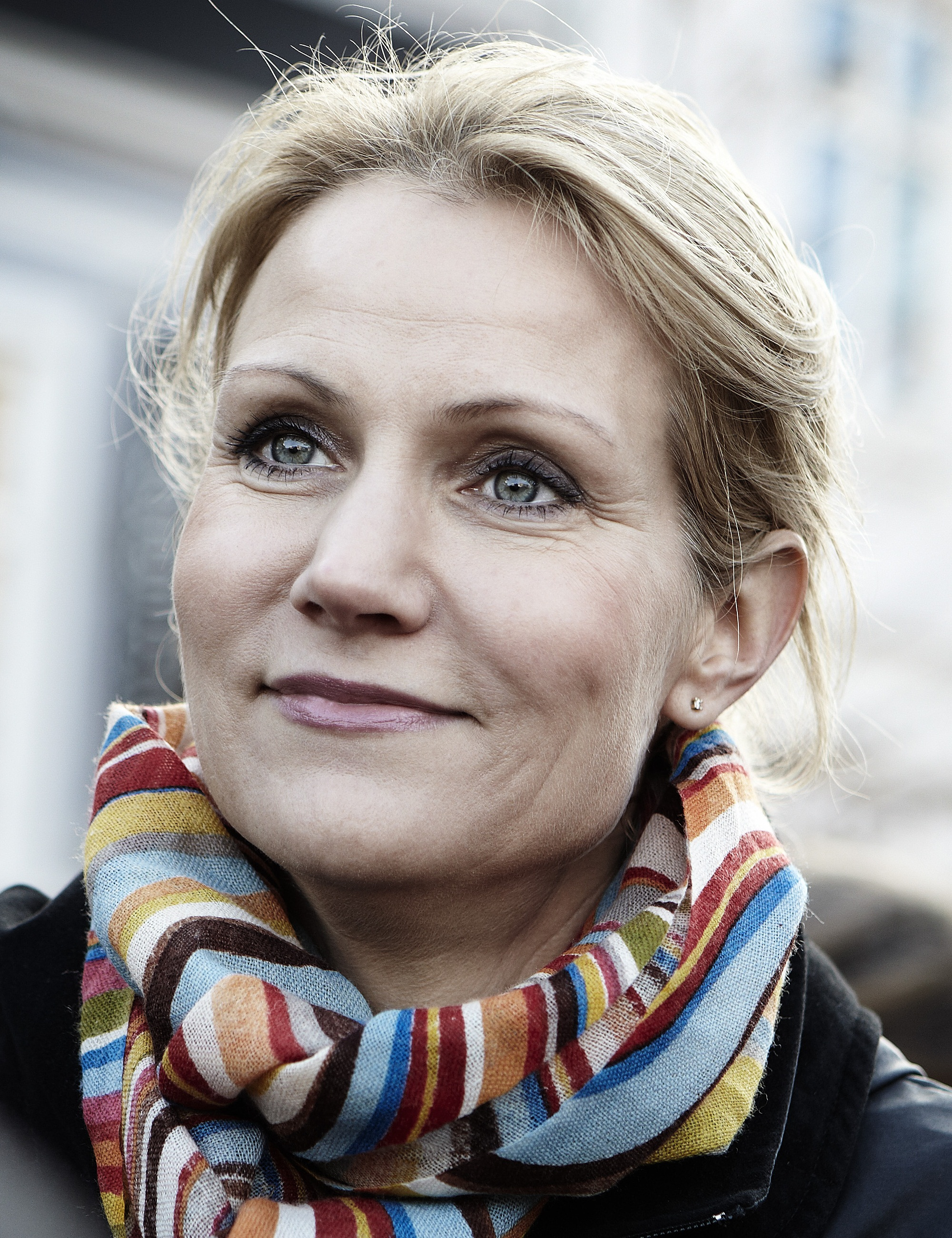

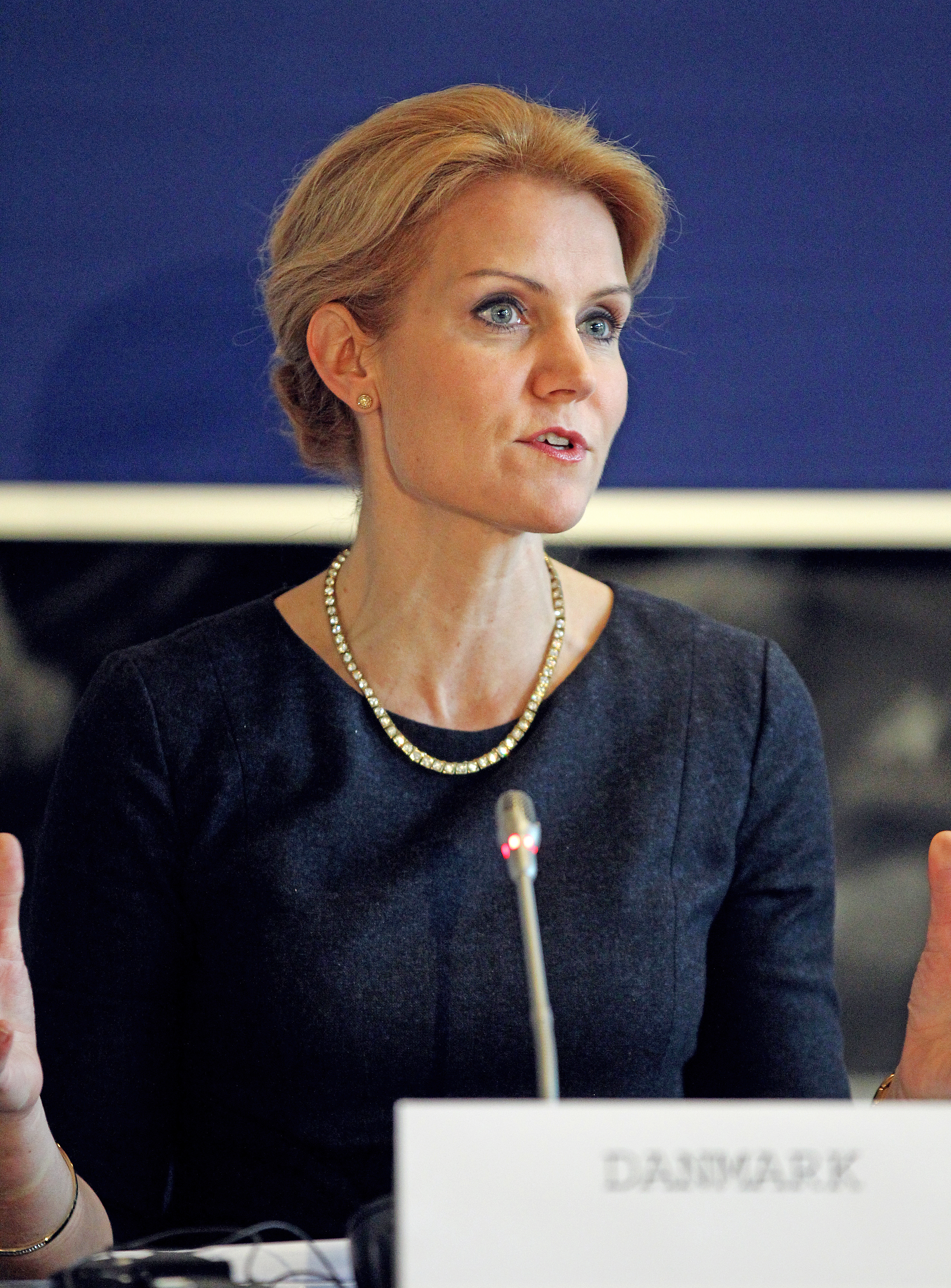

## همچنین ببنید
- رهبران زن